# Ханна (тропический шторм, 2002)
Тропический шторм «Ханна» (англ. Tropical Storm Hanna)  – сильный тропический шторм, поразивший побережье Мексиканского залива и юго-восточные регионы Соединенных Штатов. Десятый тропический циклон и восьмой названный шторм сезона ураганов в Атлантике 2002 года.
Поскольку большая часть связанной с этим конвективной активности происходила к востоку от центра циркуляции , Луизиана и Миссисипи получили минимальный ущерб. Однако на острове Дофин , штат Алабама, шторм вызвал прибрежное наводнение, которое закрыло дороги и вынудило жителей эвакуироваться. Во Флориде были сильные порывы ветра, проливной дождь и сильный прибой, в результате которых погибли трое пловцов. 20 000 домов в штате потеряли электричество. Сильные дожди перешли в Джорджию, где произошло значительное наводнение. Ущерб был обширным, и около 335 построек были повреждены наводнением. Ущерб от шторма составил около 20 миллионов долларов (2002 год).

## Метеорологическая история
В начале сентября 2002 г. от западной части Атлантического океана до Мексиканского залива простирался широкий поверхностный жёлоб . В то же время 10 сентября в залив вошла тропическая волна, движущаяся на запад, и породила зону низкого давления вдоль желоба с небольшой связанной с ним грозой. 11 сентября верхний минимум над Соединенными Штатами переместился в залив и оказался отрезанным от потока, что позволило атмосферной конвекции развиться к востоку от тропической волны. Поверхность малоорганизована, а конвекция формируется ближе к центру невысокой. В 00:00 по Гринвичу 12 сентября самолет Hurricane Hunters смог найти четко определенный центр движения; Национальный центр ураганов(NHC), таким образом, обозначил его как тропическую депрессию, когда он находился примерно в 280 милях (450 км) к югу от Пенсаколы, Флорида.
После обозначения циклон стал дезорганизованным и содержал небольшую глубокую и устойчивую конвекцию; с учетом сухого воздуха на западном краю шторма существенное усиление было сочтено маловероятным. Несмотря на то,  циклон приближался до  статуса тропического шторма, но оставался депрессией из-за частичного нетропического внешнего вида. Первоначально депрессия изгибалась на северо-восток из-за слабых управляющих токов, и в 06:00 UTC она усилилась в тропический шторм. Таким образом, Национальный центр ураганов назвал его Ханна. В течение следующих 24 часов центр нижнего уровня вращался вокруг центров среднего и верхнего уровня, и к концу 12 сентября весь тропический шторм повернул на юго-запад. После того как шторм двинулся на северо-запад низкоуровневый центр оказался отделенным от конвекции. Извиваясь, шторм начал поворачивать на север под воздействием управляющих течений юго-западного потока, связанного с приближением впадины среднего уровня. Затем Ханна резко окрепла и достигла пика интенсивности в 60 миль в час (100 км / ч) в 0000 UTC 14 сентября.
Конвекция сместилась к восточному полукругу обращения, в то время как все еще центр стал неорганизованный. 14 сентября плохо организованный циклон пересек юго-восток Луизианы, повернул на северо-северо-восток и совершил второй выход на берег недалеко от границы Алабамы и Миссисипи в 15:00 по всемирному координированному времени в тот день, все еще находясь на пике силы. Шторм быстро рассеялся по мере продвижения вглубь суши, и оставшаяся область низкого давления переместилась в Джорджию и Южную Каролину.

## Подготовка

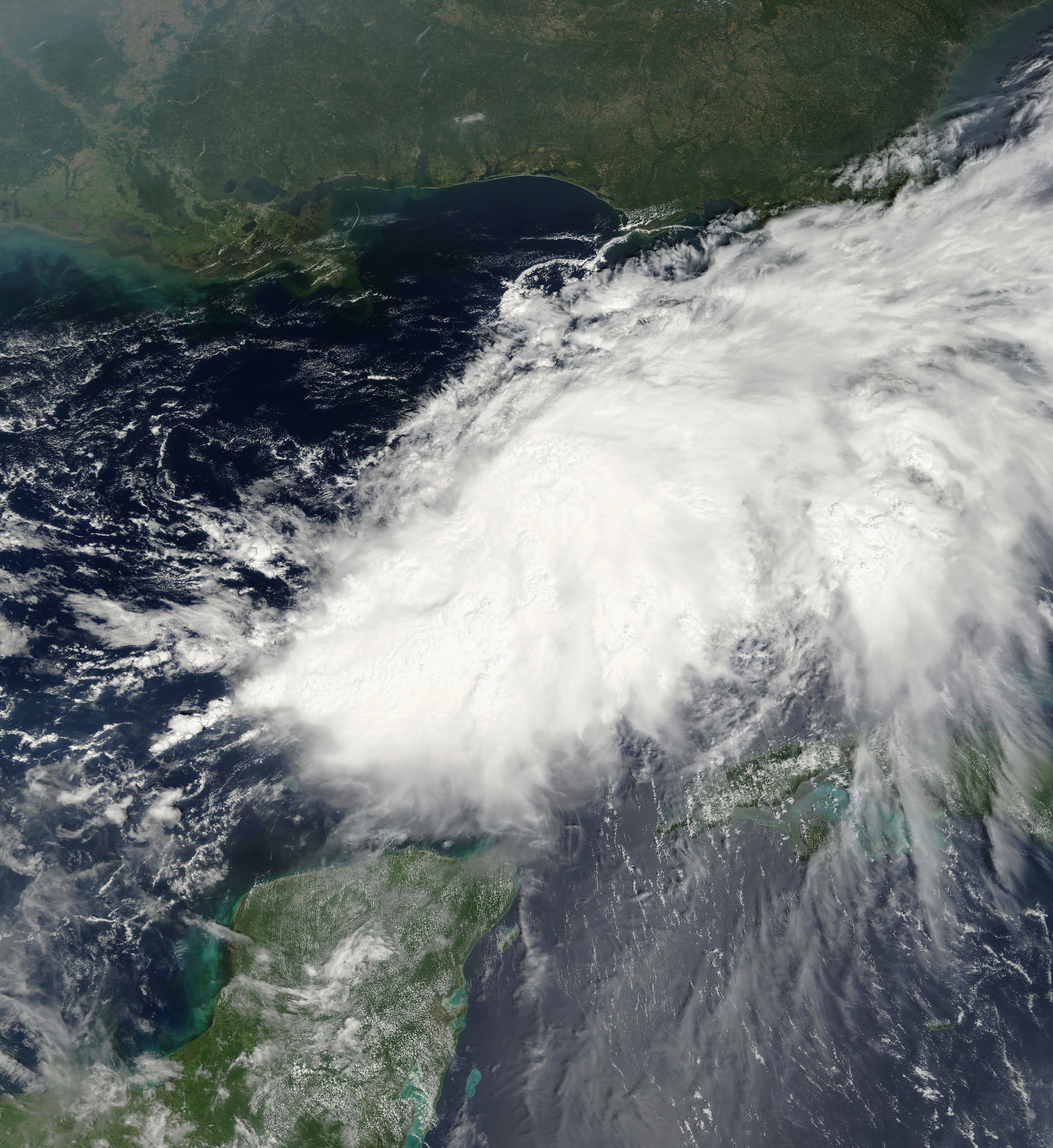
Тропический шторм Ханна 11 сентября

Вскоре после образования шторма Национальный центр по ураганам выпустил предупреждение про тропический штормам для прибрежной зоны между Паскагулой, Миссисипи и рекой Суванни во Флориде.  Все предупреждения о тропическом шторме были прекращены к 18:00 по всемирному координированному времени 14 сентября, так как больше не было необходимости в информационных сообщениях. После выхода на берег официальные лица выпустили слежение за наводнениями для внутренних частей Миссисипи и Алабамы, а также для западных частей Джорджии и Каролины... На острове Дофин в Алабаме некоторые жители забили окна, и наполнили мешки с песком, предоставленные местными пожарными, чтобы подготовиться к Ханне. Красный Крест открыл 10 убежищ в регионе на побережье Мексиканского залива.

## Последствия
Общий ущерб, нанесенный тропическим штормом Ханна, составил около 20 миллионов долларов.

### Южное побережье США

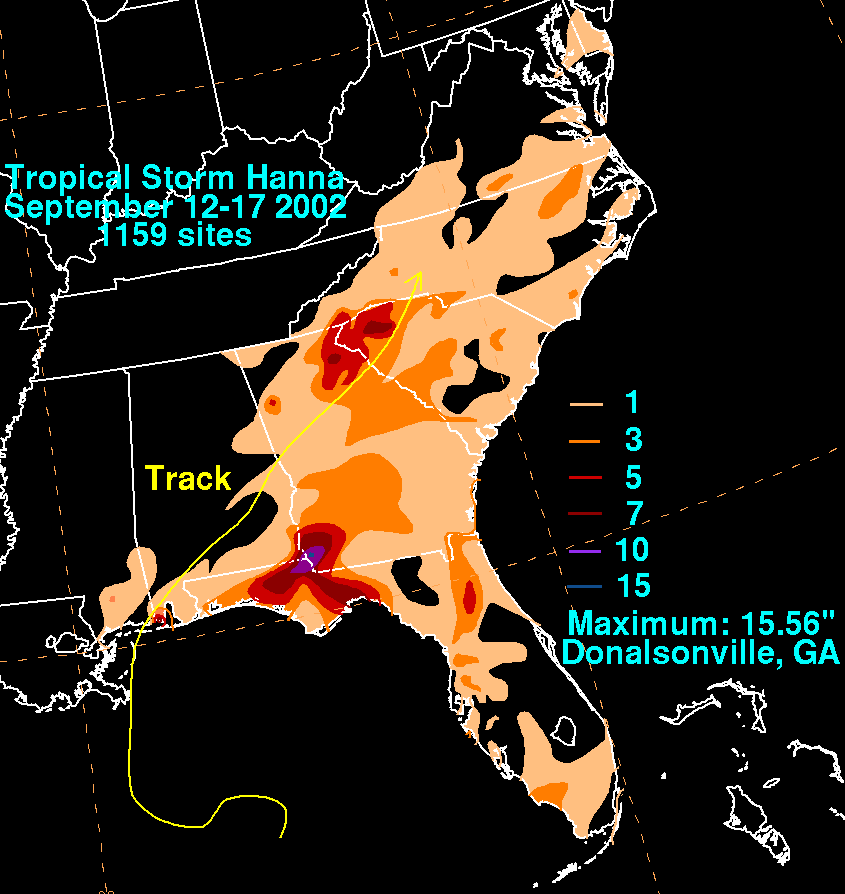
Общее количество осадков

В Луизиане повреждения были незначительными, так как большая часть конвективной активности Ханны приходилась на восток. Количество осадков в основном составляло менее 1 дюйма (25 мм), и сообщалось о небольшом повышении уровня прилива. В соседнем штате Миссисипи, где были зарегистрированы подобные эффекты, был нанесен незначительный ущерб или он не был нанесен совсем. 
Ущерб был больше в Алабаме, где дождь достиг 7,55 дюйма (192 мм) в Coden и 5,75 дюйма (146 мм) в Belle Fontaine . Сообщалось о продолжительных ветрах со скоростью 40 миль в час (64 км / ч) на острове Дофин с порывами до 51 миль в час (82 км / ч). Самое низкое барометрическое давление было также на острове Дофин; как сообщается, он упал до 1005  мб . Штормовые приливы 3,7 футов (1,1 м) вызвали незначительные прибрежные наводнения и эрозию пляжей в некоторых районах, в том числе вдоль дамбы , пересекающей залив Мобил.  Один торнадо, F0 по шкале Фудзита , приземлился в южном округе Мобил , повалив деревья.  Некоторые жители остались без электричества, а на обоих концах острова Дофин произошло наводнение, в результате чего дороги были перекрыты. Шторм вынудил эвакуировать некоторых жителей западной части острова. Помимо сильных дождей, в некоторых частях округа Болдуин повалили деревья.
Во Флориде были зарегистрированы порывы  (109 км / ч) возле Пенсакола-Бич.  Ветры в сочетании с грозами нанесли незначительный ущерб и повалили небольшие деревья и линии электропередач. По всему округу Уолтон Ханна оставила без электричества около 15 000 потребителей, в результате чего общее количество отключений электроэнергии по всему штату составило 20 000. Из-за сильного ветра мосты на прибрежные острова были закрыты. Сообщалось о незначительной эрозии пляжа вдоль побережья округов Уолтон, Бей и Персидский залив . Три человека утонули в сильном прибое; один возле пляжа Пенсакола, один на пляже Сигроув и еще один в Панама Сити. Погибшие заставили майора местной полиции прокомментировать: «Люди спускаются в воду и не обращают внимания на предупреждающие флажки». Сильный дождь прошел по всей центральной и западной Панхандле, самый высокий зарегистрированный результат составил 9,68 дюйма (246 мм) в компании Chipley также улицы в Таллахасси были затоплены. Общий ущерб Флориде оценивается в 400 000 долларов (2002 долларов США). 

### Восточное побережье США
Дожди шли на большей части территории Джорджии, достигнув максимума в 15,56 дюйма (395 мм) в Доналсонвилле, 12,47 дюйма (317 мм) в Кэрроллтоне и 11,23 дюйма (285 мм) в Эмбри . Хотя самые сильные осадки выпали в основном в юго-западной части штата, осадки были широко распространены в пределах северо-западно и северо-восточной зоны притока над центральной и северной Джорджией. С этой полосой было связано до 2 дюймов (51 мм) осадков а также порывистые грозы. Наибольшее количество осадков в этой отдельной полосе было ограничено районом к северу от Атланты Обильные дожди помогли избавиться от продолжительной засухи, вернув к жизни растительность. Однако климатологи определили, что дожди не полностью смягчили засушливые условия.  Полоса гроз произвела порывы от 40 до 50 миль в час (от 64 до 80 км / ч), повалив деревья и линии электропередач. В столичном районе Атланты 48 000 клиентов были отключены от электричества. Ветры сорвали крышу с дома и повредили несколько передвижных домов. Сильный дождь вызвал сильное наводнение; в Доналсонвилле 250 домов и 50 предприятий пострадали от воды, а еще 35 были повреждены в соседнем округе Миллер. Дороги были затоплены, в том числе часть трассы 27 США.  Ущерб урожаю был значительным в штате. По данным Агентства сельскохозяйственных услуг штата Джорджия, посевы хлопка и арахиса пострадали в размере 20 миллионов долларов (2002 год).  Из-за наводнения и повреждений губернатор Рой Барнс объявил округа Семинол, Миллер и Декатур федеральными зонами бедствия. 
Умеренный или сильный дождь распространился на север вплоть до Каролин, а легкие дожди достигли полуострова Дельмарва .  В западной части Южной Каролины выпало около 75 мм осадков, что вызвало наводнения на некоторых дорогах и шоссе. Реки выходили ищ берегов, а паводковые воды на некоторых дорогах достигали глубины от 4 до 6 дюймов (от 100 до 150 мм). [22]. На шоссе 20 в Южной Каролине автомобилист застрял в паводке, и близлежащие дома были повреждены.  Из-за дождя футбольный матч на стадионе Уильямс-Брайс задержался примерно на 50 минут. Дальше на север остатки тропического шторма Ханна способствовали выпадению примерно 1 дюйма (25 мм) осадков в Новой Англии , особенно в Вермонте.